# Ільясова Лідія Михайлівна
Лідія Михайлівна Ільясова (24 листопада 1935 , Харків  — 1 вересня 2017 , Харків ) — радянська шашистка, російська журналістка. Майстер спорту СРСР (1970) з російських шашок. Видатний спортсмен Республіки Башкортостан (1996). Володар Кубка СРСР з шашок (1971).

## Біографія
Закінчила Харківський політехнічний інститут (1958). У 1993—1997 роках працювала редактором першої української газети в Башкортостані «Криниця». Як журналістка співпрацювала із виданнями: газетою «Волга-Урал» (1991—1993), «Недільна газета» (Уфа) (1994—2005), «Уфимський тиждень» (2006—2010), «Єдина Росія. Башкортостан», «Охорона праці та промислова безпека», «Уфимські відомості» тощо, часописом «Шашковий Ізраїль» тощо. В останні роки життя працювала коректором у газеті «Витоки» [Архівовано 20 травня 2020 у Wayback Machine.] (Уфа).
Авторка спогадів про Людмилу Гурченко, Клавдію Шульженко.
Разом із Людмилою Гурченко навчалася у жіночій українській міській школі № 6 міста Харків.
"Вона старша за мене на 12 днів. Я навчалася в «А» класі, а Гурченко — у «Б». Ще в нашій школі вчилася Наталія Фатєєва, але її на відміну від Люсі не любили, — надто вже манерна була. Натомість Гурченко — сама простота! Навчалася майбутня знаменитість без великих досягнень — перебивалася з четвірки на трійку, зате була дуже веселою та компанійською і постійно брала участь у художній самодіяльності. У них весь клас був такий — із «ухилом» до артистизму. Якщо в нас були переважно спортсмени, то з «Б» класу випустилися заслужені артистки України.

## Спортивні досягнення
Учениця Зиновія Ісааковича Цирика. Вихованка ДЗГ «Зеніт» (Уфа). Володарка Кубків СРСР (1971) і РРФСР (1989), чемпіонка РРФСР (1959, 1961, 1971, 1972), срібний (1974—1976) і бронзовий (1963, 1979) призер чемпіонатів РСФ. Срібний (1972) та бронзовий (1974) призер Кубків СРСР у командному заліку. Чемпіонка (1970, 1978, 1986), срібний призер (1972) чемпіонатів Башкирії.

## Ушанування пам'яті
- 4 вересня 2018 року вдруге в Уфі пройшов гросмейстерський турнір з міжнародних шашок пам'яті Лідії Михайлівни Ільясової[5][6]